# L'Ingénu (film, 1920)
Pour les articles homonymes, voir L'Ingénu (homonymie).
Pour plus de détails, voir Fiche technique et Distribution.
L'Ingénu ( L'ingenuo) est un film italien réalisé par Ugo Falena, adapté du roman L'Ingénu de Voltaire et sorti en 1920.

## Fiche technique
- Titre original : L'ingenuo
- Titre en français : L'Ingénu
- Réalisation : Ugo Falena, assisté de Giorgio Ricci
- Scénariste : Ugo Falena d'après le roman de Voltaire
- Photographie : Goffredo Savi
- Décors et costumes : Otha Sforza
- Tournages extérieurs : Paris, Versailles, Basse-Bretagne
- Société de production : Bernini Film
- Pays d'origine : Royaume d'Italie
- Format : Noir et Blanc - film muet
- Date de sortie : 1920

## Distribution
- Goffredo d'Andrea : l'Ingénu
- Silvia Malinverni : Mademoiselle de Saint-Yves
- Ignazio Mascalchi : Saint-Pouange
- Marion May : Madame de Fesnois
- Alec Sandro (Alexandre de Spengler) : Alexandre
- Leone Vitali : le fiancé
- Filippo Ricci : l'abbé de Saint-Yves
- Pacifico Aquilante : l'abbé Kerkabon
- Teresa Mascalchi : Mademoiselle Kerkabon
- Ignazio Lupi : Louis XIV
- Eugenio Musso : Louvois
- Ève Casalis [Ève de Spengler] : Madame Royale
- Ricco Lippi : Gordon